# Condofuri
Condofuri est une commune italienne de la province de Reggio de Calabre, dans la région Calabre.

## Histoire
- Le château Ruffo di Amendolea.

## Administration
| Période                                  | Période | Identité | Étiquette | Qualité |
| ---------------------------------------- | ------- | -------- | --------- | ------- |
|                                          |         |          |           |         |
| Les données manquantes sont à compléter. |         |          |           |         |

### Hameaux
San Carlo, Lugarà, Mangani, Carcara.

### Communes limitrophes
Bova, Bova Marina, Roccaforte del Greco, Roghudi, San Lorenzo.